# 城北街道 (绵阳市)
城北街道，是中华人民共和国四川省绵阳市涪城区曾经下辖的一个街道。

## 行政区划
城北街道下辖以下地区：
建国门社区、铁牛街社区、安昌路社区、会仙路社区、临园路中段社区、安昌路西段社区、绵州中路社区、剑南路第三社区、剑南路第二社区、剑南路第一社区、成绵路社区、临园路东段社区和绵兴路社区。